# Kayakışlak, Tuzluca
Kayakışlak là một xã thuộc huyện Tuzluca, tỉnh Iğdır, Thổ Nhĩ Kỳ. Dân số thời điểm năm 2011 là 21 người.